# Campostrecha felisdens
Campostrecha felisdens är en spindeldjursart som beskrevs av Cândido Firmino de Mello-Leitão 1937. 
Campostrecha felisdens ingår i släktet Campostrecha och familjen Ammotrechidae. Inga underarter finns listade.